# Pietro Bernini
Pour les articles homonymes, voir Bernini.
Pietro Bernini, né le 6 mai 1562 à Sesto Fiorentino en Toscane et mort le 29 août 1629 à Rome, est un sculpteur italien et le père de l'un des plus célèbres sculpteurs italiens, Gian Lorenzo Bernini (plus connu comme Le Bernin en français).

## Biographie
Pietro Bernini est né en Toscane avant de déménager à Naples pour travailler à la Certosa di San Martino. C'est alors que naquit son fils Gian Lorenzo en 1598. En 1605, la famille s'installa à Rome sous la protection du cardinal Scipione Borghese. À Rome, il a travaillé sur divers projets pour le Pape Paul V, un autre Borghese, dont la Cappella Paolina dans la Basilique Sainte-Marie-Majeure.
Une des contributions les plus connues de Pietro Bernini à la ville de Rome est la Fontaine Barcaccia, qui ressemble à un navire échoué au pied de la place d'Espagne. Elle a été commandée par le Pape Urbain VIII, construite en 1627, et finie par son fils Gian Lorenzo Bernini.

## Œuvres
- Saint Matthieu et l’ange, marbre, 1601, Naples, église du Gèsu Nuovo, Chapelle Fornaro
- L'Assomption de la Vierge, 1607-1610, Rome, Cathédrale Santa Maria Maggiore, baptistère
- Le Couronnement de Clément VIII, 1612-1613, Rome, Cathédrale Santa Maria Maggiore, chapelle Pauline
- Saint Jean-Baptiste, 1614-1615, Rome, Église Sant'Andrea della Valle
- Priape et Flore, 1616 - 1617, marbre, Metropolitan Museum of Art, New-York
- Adam et Eve, vers 1620, marbre, Le Mans, musée de Tessé

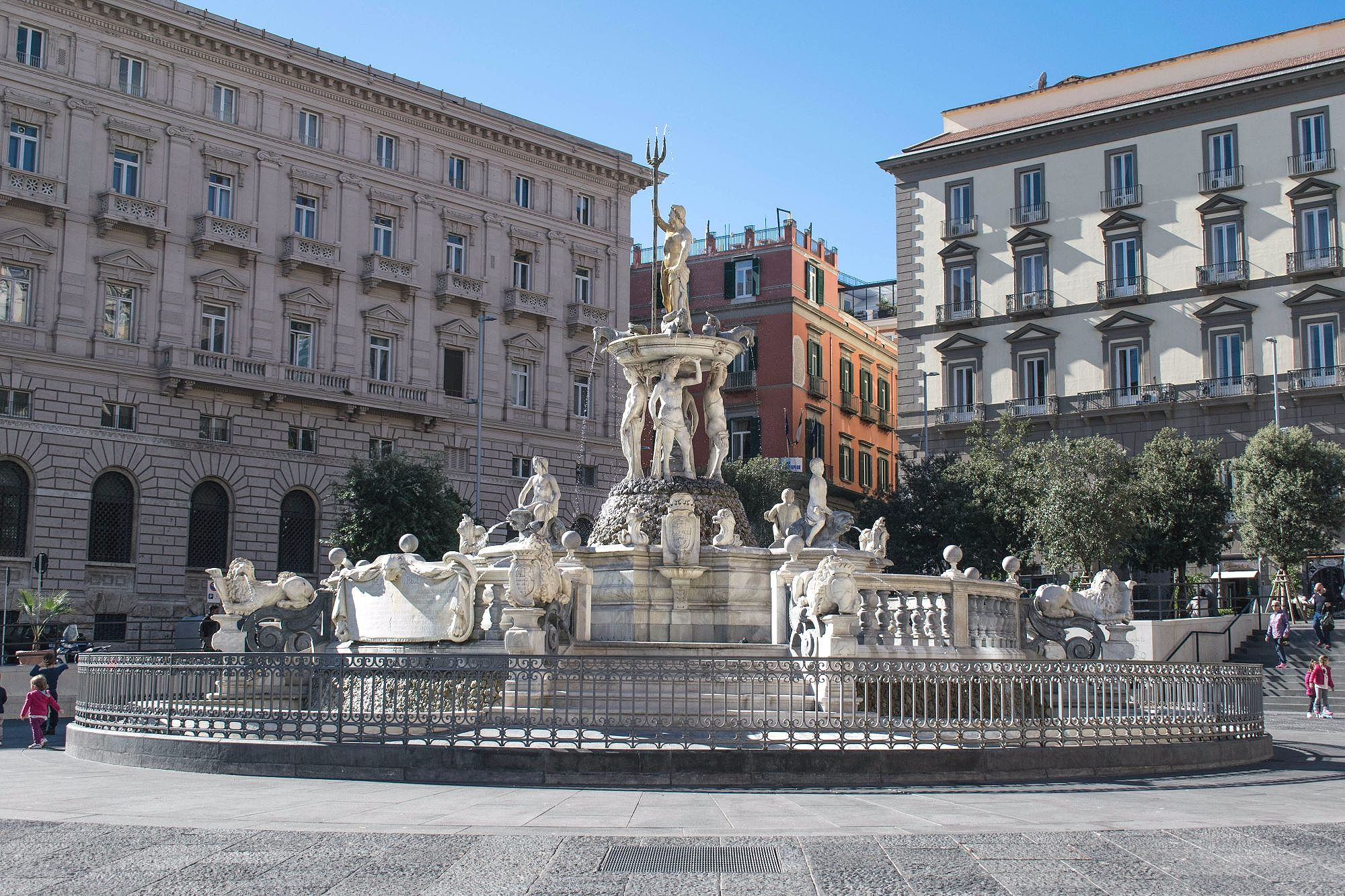
Fontaine de Neptune, Naples.